# Philip Kearny
Philip Kearny (New York, 1º giugno 1815 – Chantilly, 1º settembre 1862) è stato un generale statunitense, noto per i suoi successi in patria ed al servizio dell'esercito francese come volontario durante la seconda guerra d'indipendenza italiana.

## Biografia

### I primi anni
Nacque a New York da una ricca famiglia locale, figlio di Philip Kearny Senior, e di Sarah Watts, figlia di Robert Watts, e nipote del politico John Watts, uno dei più ricchi residenti di New York dei suoi tempi. La famiglia aveva una consolidata tradizione mercantile e vantava numerose navi mercantili, mulini per la macinatura, fabbriche, banche e case d'investimento. Il padre di Kearny studiò alla Harvard, fu un finanziere di rilievo per la sua epoca e si distinse in particolare per essere stato uno dei fondatori della Borsa di New York. Philipp Kearny, ad ogni modo, sin dalla sua giovane età, espresse il desiderio di intraprendere la vita militare anche se come conseguenza alla morte prematura dei genitori, venne allevato dal nonno, il quale era però intenzionato a destinarlo ad una carriera giuridica. Kearny frequentò la Columbia University, conseguendo la laurea in giurisprudenza nel 1833. Suo cugino John Watts de Peyster, che fu poi tra i suoi maggiori biografi, frequentò in quegli stessi anni la stessa università.
Alla morte del nonno nel 1836, Kearny entrò in possesso di una fortuna di oltre un milione di dollari ma, invece di condurre una vita di lusso, scelse di intraprendere il mestiere delle armi. Successivamente, divenne secondo luogotenente di cavalleria, e venne assegnato al 1º reggimento di Dragoni dell'esercito statunitense, comandato da suo zio, il colonnello Stephen W. Kearny, che aveva come proprio aiutante Jefferson Davis. Con questo reggimento prese parte alle operazioni sulla costa occidentale.
Kearny venne inviato in Francia nel 1839 per studiare le tattiche di cavalleria, dapprima frequentando il collegio di Saumur e successivamente partecipando ad alcuni combattimenti al fianco degli Chasseurs d'Afrique in Algeria. Kearny si distinse però per un metodo tutto suo per scendere in battaglia, con una spada nella mano destra e una pistola nella sinistra, oltre ad un coltello tra i denti, proprio alla moda degli chasseurs. Il suo carattere indomito e senza paura gli guadagnò, presso i francesi, il soprannome di "Kearny le Magnifique". Fatto ritorno negli Stati Uniti nel 1840 preparò un manuale per studenti della materia sulla base delle esperienze acquisite in Europa.
Poco dopo, venne assegnato al generale Alexander Macomb quale aiutante di campo, e continuò a svolgere tale servizio sino alla morte dello stesso Macomb nel giugno del 1841. Dopo alcuni mesi trascorsi nelle caserme di Carlisle (Pennsylvania), Kearny venne assegnato allo staff del generale Winfield Scott, del quale presto divenne aiutante di campo. Egli acquisì ancora nuova fama sul fronte accompagnando suo zio presso l'Oregon nel 1845.

### La guerra del Messico
Poiché disapprovava alcune operazioni che erano state fatte, rassegnò le dimissioni per i propri incarichi nel 1846, ma venne richiamato in servizio poco dopo, allo scoppio della guerra messico-statunitense. Gli venne così affidato il comando della compagnia F del 1º reggimento di Dragoni statunitensi, di stanza a Terre Haute. Egli si preoccupò del mantenimento del suo reparto acquistando personalmente 120 cavalli nuovi per le operazioni militari. Questa sua unità venne stazionata inizialmente presso il Rio Grande, ma presto i suoi componenti divennero delle vere e proprie guardie personali del generale Scott, il comandante in capo delle armate americane in Messico. Kearny venne promosso capitano nel dicembre del 1846.
Kearny ed i suoi uomini parteciparono quindi alle battaglie di Contreras e Churubusco; in quest'ultimo scontro Kearny venne gravemente ferito al braccio sinistro, che successivamente gli venne amputato. Per il grande coraggio dimostrato ancora una volta sul campo di battaglia, si guadagnò non solo il rispetto dei suoi sottoposti e dei suoi collaboratori, ma anche la stima dei suoi superiori, come il generale Winfield Scott, che era solito definirlo "il perfetto soldato" e "l'uomo più coraggioso che io abbia mai conosciuto". Kearny si riebbe in breve tempo e, il mese successivo, tornò di nuovo sul campo di battaglia.

### Le dimissioni ed il servizio in Francia e in Italia
Dopo la guerra in Messico, Kearny prese servizio a New York, ove venne promosso Maggiore.
Nel 1851, fu uno degli ufficiali che guidarono le azioni militari contro i Guerrieri del Fiume (Rogue River), una tribù di indiani d'America nativi della California. Dopo il fallimento del suo matrimonio, frustrato per il lento procedere delle armate americane nel risolvere le problematiche emerse, nell'ottobre del 1851 Kearny diede le proprie dimissioni e si imbarcò con l'intento di fare un viaggio attorno al mondo, visitando la Cina, Ceylon ed approdando infine in Francia. 
A Parigi, Kearny conobbe la newyorkese Agnes Maxwell e se ne innamorò, ma non poteva sposarla, in quanto la sua prima moglie ancora non gli aveva concesso il divorzio. In quello stesso anno fece ritorno con Agnes negli Stati Uniti e nel 1854, si ferì nuovamente cadendo da cavallo da un ponte pericolante e venne accudito e curato dalla fidanzata. Dal 1855, Agnes e Kearny dovettero definitivamente lasciare New York a causa della loro unione, disapprovata dalla società, e si ritirarono nella nuova tenuta di Kearny, Bellegrove, presso il fiume Passaic (attuale Kearny (New Jersey)), a non molta distanza dalla vecchia residenza di famiglia di Newark. Nel 1858, infine, la prima moglie gli concesse il divorzio e Philip lasciò l'America per Parigi con la nuova moglie.
Nel 1859, Kearny ritornò in Francia e si riavviciò agli Chasseurs d'Afrique che, a quel tempo, erano impegnati in Italia nella seconda guerra di indipendenza contro l'Impero austriaco. Egli entrò quindi nella Guardia Imperiale di Napoleone III e prese parte alle battaglie di Magenta e Solferino e San Martino, dove comandò una parte della cavalleria, sottoposto al generale Louis M. Morris, che penetrò proprio al centro dell'armata austriaca, prendendo posizione sul punto chiave dello scontro. Per questa azione, venne ricompensato con la medaglia di Cavaliere della Legion d'Onore francese, divenendo il primo cittadino statunitense a riceverla.

### La guerra civile americana
Allo scoppio della Guerra Civile Americana nel 1861, Kearny fece ritorno negli Stati Uniti e venne nominato brigadiere generale, comandando la prima brigata del New Jersey, che condusse vittoriosamente in diverse operazioni. L'esercito era riluttante nell'accettare i comandanti salariati stagionalmente dopo i disastrosi risultati della Prima Battaglia di Bull Run e, perciò, si era puntato sicuramente sulla figura di Philip Kearny, il quale si distinse nella Battaglia di Glendale. Egli fu quindi posto al comando della 3ª divisione del III Corpo d'Armata il 30 aprile 1862, guidandola vittoriosamente nella Battaglia di Williamsburg ed in quella di Fair Oaks.

### Morte
Dalla fine dell'agosto del 1862, Kearny (che nel frattempo era divenuto Generale), condusse la propria divisione nella disastrosa Seconda Battaglia di Bull Run, che vide le armate dell'Unione distrutte dal Generale confederato Robert E. Lee. Le armate dell'Unione si ritirarono verso Washington e combatterono nuovamente il 1º settembre 1862 nella Battaglia di Chantilly. Durante il violento temporale che investì il teatro dello scontro, Kearny decise di cogliere l'occasione per esplorare le posizioni del nemico ma fu scoperto, e gli venne intimato di fermarsi. Tentò di fuggire, ma fu colpito da un colpo di fucile alla base della spina dorsale che lo uccise all'istante. Non appena udito lo sparo, accorse il Maggiore Generale A.P. Hill, confederato, che dispose che il suo corpo tornasse presso i suoi asserendo, inoltre, che per un uomo tanto coraggioso si attendeva un miglior fato.
Kearny venne sepolto con gli onori militari nella Trinity Churchyard di New York. Nel 1912 le sue spoglie vennero esumate e reinterrate nell'Arlington National Cemetery, dove si trova anche una statua in suo onore, la seconda delle due statue equestri presenti ad Arlington. La statua venne inaugurata dal presidente Woodrow Wilson nel novembre del 1914 e venne restaurata nel 1996 dalla "General Philip Kearny Memorial Committee", un'associazione noprofit del New Jersey.